# Cretaproscolia josai
Cretaproscolia josai (лат.) — ископаемый вид ос из семейства Scoliidae. Один из древнейших представителей жалящих перепончатокрылых. Обнаружен в нижнемеловых отложениях Бразилии (аптский ярус, Santana Formation, около 120 млн лет).

## Описание
Длина тела 8,4 мм (без головы, следы которой не сохранились), длина переднего крыла 6,2 мм (пол и окраска на установлены). Птеростигма переднего крыла узкая; ячейка 3r более чем в два раза длиннее своей ширины; ячейки 1+2r и 2+3r примерно равной длины. Брюшко короткое и широкое.
Вид Cretaproscolia josai был впервые описан по отпечатку тела и переднего крыла в 1999 году российским палеоэнтомологом и гименоптерологом Александром Павловичем Расницыным (Палеонтологический институт РАН, Россия) и испанским энтомологом Х. Мартинесом-Делклосом (X. Martínez-Delclòs, Барселона, Испания) вместе с видом Cretoscolia montsecana. Включён в состав рода Cretaproscolia Rasnitsyn and Martínez-Delclòs, 1999, один из древнейших представителей семейства Scoliidae. Предварительно новый вид отнесён к подсемейству Proscoliinae из семейства Scoliidae. Среди древнейших ос-сколий: Cretoscolia conquensis (130 млн лет, Испания), Protoscolia sinensis (130 млн лет, Китай), Archaeoscolia hispanica (130 млн лет, Испания). Вместе с меловыми видами Architiphia rasnitsyni, Priorvespa longiceps (130 млн лет, Забайкалье, Россия), Curiosivespa antiqua (120 млн лет, Бурятия, Россия), Cretaproscolia asiatica (120 млн лет, Китай), и другими это древнейшие представители надсемейства веспоидных ос (Vespoidea) из отряда перепончатокрылые. Сестринские таксоны: C. asiatica. Видовое название C. josai дано в честь Йоана Йоса (Mr Joan Josa, La Roca, Барселона), предоставившего типовой экземпляр (коллекция Josa collection).